# (9534) 1981 TP
(9534) 1981 TP (1981 TP, 1953 TL3, 1961 DM, 1989 EU6, 1992 PQ4) — астероїд головного поясу, відкритий 4 жовтня 1981 року.
Тіссеранів параметр щодо Юпітера — 3,174.